# Tabar
Tabar es un concejo y localidad española del municipio de Urraúl Bajo, perteneciente a la Comunidad Foral de Navarra. 

## Geografía
La localidad está situada en la merindad de Sangüesa, en la comarca de Lumbier.

## Historia
Hacia mediados del siglo XIX, el lugar, ya por entonces perteneciente a Urraúl Bajo, tenía contabilizada una población de 255 habitantes. Aparece descrito en el decimocuarto volumen del Diccionario geográfico-estadístico-histórico de España y sus posesiones de Ultramar de Pascual Madoz con las siguientes palabras:

TABAR: l. del ayunt. y valle de Urraul bajo, en la prov. y c. g. de Navarra; part. jud. de Aoiz (3 leg.), aud. terr. y dióc. de Pamplona (6). sit. en llano, clima frio y reina el viento N. Tiene 42 casas, 4 calles y una plaza; igl. parr. de entrada (San Juan), servida por un vicario de provision de los vec., y un beneficiado de la de S. M. y el prior de San Juan de Navarra; cementerio en parage que no daña á la salud pública é inmediato á una ermita dedicada á Sta. Catalina: para surtido de los hab., hay una fuente á manera de pozo, de aguas esquisitas. El térm. se estiende una leg. de N. á S. é igual dist. de E. á O., y confina N. Apardues; E. Lumbier; S. Nardues-Aldunate, y O. San Vicente: comprendiendo dentro de su circunferencia un monte poblado de bojes, y un prado con buenos pastos. El terreno es de secano. caminos: locales. prod.: trigo y vino; cria de ganado vacuno y lanar; caza de perdices, liebres y conejos en abundancia. pobl.: 42 vec., 255 almas. riqueza: con el valle (V.).
(Madoz, 1849, p. 539)

## Demografía
En 2023, la entidad singular de población tenía empadronados 62 habitantes y el núcleo de población, también 62.
| 2000 | 2001 | 2002 | 2003 | 2004 | 2005 | 2006 | 2007 | 2008 | 2009 | 2010 | 2011 | 2012 | 2013 | 2014 | 2015 | 2016 | 2017 |
| ---- | ---- | ---- | ---- | ---- | ---- | ---- | ---- | ---- | ---- | ---- | ---- | ---- | ---- | ---- | ---- | ---- | ---- |
| 69   | 70   | 75   | 75   | 78   | 71   | 74   | 73   | 77   | 73   | 71   | 67   | 63   | 63   | 67   | 61   | 60   | 57   |

## Patrimonio

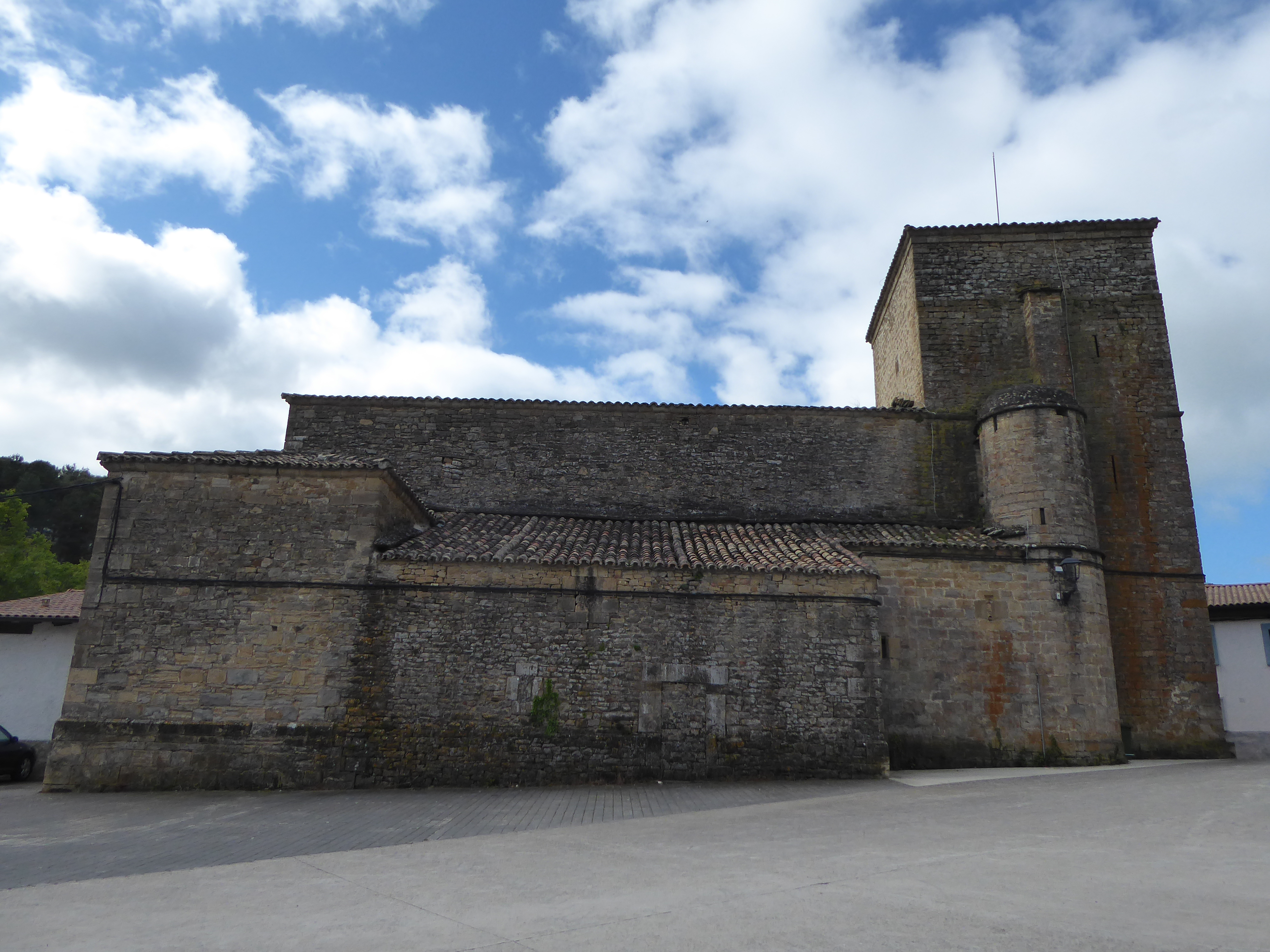
La iglesia de San Juan Bautista

Hay en la localidad una iglesia de San Juan Bautista.